# (2241) Alcátoo
(2241) Alcátoo es un asteroide perteneciente a los asteroides troyanos de Júpiter descubierto el 22 de noviembre de 1979 por Charles Thomas Kowal desde el observatorio del Monte Palomar, Estados Unidos.

## Designación y nombre
Alcátoo se designó al principio como 1979 WM.
Más tarde, en 1992, fue nombrado por Alcátoo, un personaje de la mitología griega.

## Características orbitales
Alcátoo orbita a una distancia media del Sol de 5,19 ua, pudiendo acercarse hasta 4,845 ua y alejarse hasta 5,535 ua. Tiene una inclinación orbital de 16,61 grados y una excentricidad de 0,06642. Emplea en completar una órbita alrededor del Sol 4318 días.

## Características físicas
La magnitud absoluta de Alcátoo es 8,64. Tiene un diámetro de 114,6 km y un periodo de rotación de 7,695 horas. Su albedo se estima en 0,0471. Está asignado al tipo espectral D de la clasificación Tholen.